# Scoliacma hades
Scoliacma hades là một loài bướm đêm thuộc phân họ Arctiinae, họ Erebidae.